# 盧思泓
盧思泓（1969年—）是香港笙演奏家，在沙田培英中學、香港中文大學及香港演藝學院畢業，龢鳴樂坊的創辦成員。經常以獨奏家和室樂演奏家的身分演出，包括香港藝術節、香港新視野藝術節及華人作曲家音樂節等，並曾出任香港小交響樂團駐團藝術家。目前在香港名校拔萃女小學中樂團擔任全職指揮，並擔任香港政府音樂事務處中樂組全職中樂團指揮及笙導師。

## 參與電視節目
| 年份   | 節目名稱                 | 電視台 | 備註                       |
| 2022年 | 經緯線第301集 提早放暑假 | ViuTV  | 與家人接受採訪居家抗疫生活 |